# Doris Sander
Doris Sander (Dorsten, 1958) is een Duits kunstschilder, die in Luxemburg woont en werkt.

## Leven en werk
Sander studeerde kunst en biologie aan de Universiteit van Keulen (1980-1985). Na haar studie vestigde ze zich in Luxemburg. Sander sloot zich aan bij de kunstenaarsvereniging Cercle Artistique de Luxembourg (CAL). Sinds 1987 neemt ze deel aan de Salon du CAL, in 1988 ontving ze er de aanmoedigingsprijs voor jonge kunstenaars. Begin 1989 had ze haar eerste soloexpositie in Luxemburg, in de Galerie d'art municipale in Esch-sur-Alzette. Volgens kunstcriticus Lucien Kayser gaf Sanders werk in 1991 een 'beeld van het innerlijke onderzoek dat daar is vastgelegd' en spraken haar schilderijen 'krachtig en teder over de open wonden in de ziel, over de wispelturigheid en intensiteit van de tijd'. Een aantal jaren later schreef hij 'Er is niets aanlokkelijk aan deze schilderijen, maar ze hebben wel een discrete charme. Ze nodigen uit tot contemplatie, om op te gaan in hun aandachtige observatie.'
Samen met Gudrun Bechet, Pina Delvaux en Flora Mar vormde Doris Sander in 2001 het kunstenaarscollectief Autour du Bleu, dat onder meer exposeerde in het Centre d'Art in Dudelange (2015), de Cercle Cité (2015) en galerie Fellner Louvigny in Luxemburg-Stad (2019).

## Onderscheidingen
- 1988 Prix d'encouragement aux Jeunes Artistes

- Gemeinsame Normdatei: 119359235
- International Standard Name Identifier: 0000 0004 3270 1135
- Système universitaire de documentation: 14428801X
- Virtual International Authority File: 268429187
- WorldCat: E39PBJppGbv9dMqwmHtDVvYtrq